# Guayre Betancor
Antonio Guayre Betancor Perdomo (Las Palmas de Gran Canaria, Provincia de Las Palmas, España, 23 de abril de 1980), conocido como Guayre, es un futbolista español retirado que jugó de mediapunta o delantero. Actualmente es comentarista de los partidos de la U. D. Las Palmas en DAZN.

## Trayectoria
Se formó en la cantera de la Unión Deportiva Las Palmas, club con el que debutó en Primera División el 14 de octubre de 2000. En su primera temporada en la máxima categoría jugó 31 partidos y anotó ocho goles.
Finalizada esa campaña, el Villarreal C. F. pagó 6 millones de euros por la joven promesa canaria. Allí jugó durante cinco temporadas, y destacó hasta ser convocado por la Selección nacional de fútbol, pero perdió la confianza del técnico Manuel Pellegrini y fue fichado en 2006 por el Celta de Vigo como refuerzo para afrontar la Copa de la UEFA, pero ese año las lesiones se cebaron con él y apenas pudo disputar 300 minutos en toda la temporada. El 30 de julio de 2008, llegó a un acuerdo con el Celta de Vigo para desvincularse del club. Poco después ficha por el  C. D. Numancia de Primera División, donde tampoco tuvo continuidad por su estado físico, rescindiendo el contrato tras acumular solo 194 minutos en toda la temporada.
En julio de 2009 volvió a su equipo de origen, la U. D. Las Palmas, terminando la relación contractual en junio de 2011. En estas dos temporadas apenas jugó debido a diversas lesiones, que lo dejan sin equipo durante un año entero y sin disputar un partido desde  24 de abril de 2011 hasta el 31 de julio de 2012, en que juega un encuentro como prueba para fichar por el Cádiz C. F.. Sin embargo el club gaditano decidió no incorporarlo a la plantilla. 
En noviembre de 2012 llegó al  C. D. Lugo para entrenar bajo las órdenes de Quique Setién; pasados dos meses, el club decide hacerle ficha para lo que resta de temporada. Sin embargo, tras tres meses y con solo dos partidos jugados en el equipo lucense, anunció su retirada definitiva de la práctica futbolística.

## Selección nacional
Fue internacional con la selección de fútbol de España en una ocasión, en el partido que enfrentó el 9 de febrero de 2005 a la selección con San Marino en partido valedero para la clasificación para el Mundial de Alemania con victoria para el combinado español por 5-0.

## Clubes y estadísticas
| Club                         | Temporada | Competición      | Partidos | Goles |
| ---------------------------- | --------- | ---------------- | -------- | ----- |
| Las Palmas Atlético · España | 1999-2000 | Tercera División | -        | -     |
| U. D. Las Palmas · España    | 2000-2001 | Primera División | 33       | 8     |
| Villarreal C. F. · España    | 2001-2002 | Primera División | 34       | 4     |
| Villarreal C. F. · España    | 2002-2003 | Primera División | 35       | 4     |
| Villarreal C. F. · España    | 2003-2004 | Primera División | 39       | 3     |
| Villarreal C. F. · España    | 2004-2005 | Primera División | 33       | 8     |
| Villarreal C. F. · España    | 2005-2006 | Primera División | 22       | 3     |
| Villarreal C. F. · España    | 2005-2006 | Champions League | 4        | 1     |
| Celta de Vigo · España       | 2006-2007 | Primera División | 10       | 1     |
| Celta de Vigo · España       | 2007-2008 | Segunda División | 10       | 0     |
| C. D. Numancia · España      | 2008-2009 | Primera División | 6        | 0     |
| U. D. Las Palmas · España    | 2009-2010 | Segunda División | 16       | 1     |
| U. D. Las Palmas · España    | 2009-2010 | Copa del Rey     | 1        | 1     |
| U. D. Las Palmas · España    | 2010-2011 | Segunda División | 12       | 3     |
| U. D. Las Palmas · España    | 2010-2011 | Copa del Rey     | 1        | 0     |
| C. D. Lugo · España          | 2013      | Segunda División | 2        | 0     |

## Palmarés

### Copas internacionales
| Título                    | Club                      | Año  |
| ------------------------- | ------------------------- | ---- |
| Copa Intertoto de la UEFA | Villarreal Club de Fútbol | 2003 |
| Copa Intertoto de la UEFA | Villarreal Club de Fútbol | 2004 |